# Nagroda Henriego Poincarégo
Nagroda Henriego Poincarégo, ang. Henri Poincaré Prize – nagroda naukowa przyznawana przez Międzynarodowe Towarzystwo Fizyki Matematycznej (ang. International Association of Mathematical Physics), ufundowana przez Fundację Daniela Iagolnitzera (ang. Daniel Iagolnitzer Foundation) na cześć Henriego Poincarégo. Jest przyznawana  co trzy lata od 1997 roku trzem lub czterem osobom.

## Laureaci
- 2024[1]: David Brydges, Alexei Kitaev, Antti Kupiainen, Scott Sheffield
- 2021: Rodney James Baxter, Demetrios Christodoulou, Yoshiko Ogata, Jan Philip Solovej
- 2018: Michael Aizenman, Percy Deift, Giovanni Gallavotti
- 2015: Alexei Borodin, Thomas Spencer, Herbert Spohn
- 2012: Nalini Anantharaman, Freeman Dyson, Sylvia Serfaty, Barry Simon
- 2009: Jürg Fröhlich, Robert Seiringer, Yakov G. Sinai, Cédric Villani
- 2006: Ludvig D. Faddeev, David Ruelle, Edward Witten
- 2003: Huzihiro Araki, Elliott H. Lieb, Oded Schramm
- 2000: Joel Lebowitz, Walter Thirring, Horng-Tzer Yau
- 1997: Rudolf Haag, Maxim Kontsevich, Arthur Wightman